# Municipio de Bonne Femme
El municipio de Bonne Femme (en inglés: Bonne Femme Township) es un municipio ubicado en el condado de Howard en el estado estadounidense de Misuri. En el año 2010 tenía una población de 625 habitantes y una densidad poblacional de 4,9 personas por km².

## Geografía
El municipio de Bonne Femme se encuentra ubicado en las coordenadas 39°12′51″N 92°31′5″O / 39.21417, -92.51806. Según la Oficina del Censo de los Estados Unidos, el municipio tiene una superficie total de 127.67 km², de la cual 127,07 km² corresponden a tierra firme y (0,47 %) 0,6 km² es agua.

## Demografía
Según el censo de 2010, había 625 personas residiendo en el municipio de Bonne Femme. La densidad de población era de 4,9 hab./km². De los 625 habitantes, el municipio de Bonne Femme estaba compuesto por el 93,76 % blancos, el 2,88 % eran afroamericanos, el 0,16 % eran amerindios, el 0,48 % eran de otras razas y el 2,72 % eran de una mezcla de razas. Del total de la población el 0,48 % eran hispanos o latinos de cualquier raza.